# Heidehuizen (Mol)
Heidehuizen is een van de twaalf gehuchten in de gemeente Mol. Het gehucht bestaat uit vier wijken: Heidenhuizen-Centrum, Hutten, Volmolen en Oude Nete-Zuid. Het ligt in een bosrijk gebied ten zuiden van de Molse Nete, maar is daarvan gescheiden door de Zuiderring, een brede autoweg. De kern ligt 1 km ten zuiden van Mol-Centrum. 

## Bekendheid
Heidehuizen is bij veel personen niet bekend als een gehucht, maar eerder als aanhangsel van het centrum. De naam 'Heidehuizen' ontbreekt op diverse officiële kaarten waarop andere gehuchten in de gemeente wel vermeld staan. Het gehucht heeft ook geen naambord dat de bebouwde kom aanduidt. Heidehuizen is wel opgenomen in de officiële lijst van gehuchten van de gemeente Mol.

## Vestigingen
In Heidehuizen staat een technische onderwijsinrichting: het Sint-Paulusinstituut. Daarnaast is er het 'Schooltje van de Hei', een kleuterschool die vanaf september 2021 stapsgewijs uit zal groeien tot een volwaardige basisschool met graadklassen. Er is een aula met bijhorende feestzalen (Spellenburg). Ook de gesloten gemeenschapsinstelling 'De Hutten' bevindt zich er. In het voormalige slachthuis is een vleeshandel gevestigd. Op begraafplaats 'Kruisven' in Heidehuizen worden veel inwoners van Mol-Centrum begraven, er is daar ook een begraafperceel ingericht voor moslims.

## Natuurgebied
Ten zuiden van Heidehuizen ligt een natuurgebied met dezelfde naam. Het is bezit is van de vzw Kempens Landschap en 26 hectare groot. Het bestaat voornamelijk uit grove dennenbos dat is aangeplant op voormalige heide. Het sluit aan bij ander bosgebied dat een veelheid aan eigenaren kent. De toegang is vrij, het bos wordt aangedaan door een aantal rondwandelingen.

## Nabijgelegen kernen
Mol-Centrum, Rosselaar, Bel, Ezaart, Meerhout, Hulsen